# Le Poisson-chat
Le Poisson-chat est un album de bande dessinée.
- Scénario : Arnaud Floc'h
- Dessins et couleurs : Thierry Murat

## Publication
L'album est publié en 2008 chez Delcourt.

### Éditeurs
- Delcourt (Collection Mirages) (2008)  (ISBN 978-2-7560-1365-7)